# طلب اصطناعي
الطلب الاصطناعي يشكل الطلب على شيء ما والذي لن يكون موجودًا في حالة غياب التعرض لآلية خلق الطلب. وله تطبيقات مثيرة للجدل في مجال الاقتصاد الجزئي (إستراتيجية تضخيم الأسعار من خلال البيانات المضللة) والإعلانات.
يُنظر إلى الطلب عادة على أنه اصطناعي عندما يؤدي إلى زيادة فائدة المستهلك بشكل غير فعال للغاية؛ على سبيل المثال، الطبيب الذي يحظر العمليات الجراحية غير الضرورية يخلق بذلك طلبًا اصطناعيًا. الإنفاق الحكومي الذي يكون غرضه الأساسي توفير فرص العمل (بدلاً من تقديم أي منتج نهائي آخر) تمت تسميته «الطلب الاصطناعي». وعلى نحو مماثل اقترح نعوم تشومسكي أن السياسة العسكرية غير الخاضعة للفحص هي نوع من الطلب الاصطناعي الذي تخلقه الحكومة، «نظام تخطيط الدولة، موجه نحو الإنتاج العسكري، في الواقع، هو إنتاج نفايات تكنولوجية عالية.»،
مع النظرية الكينزية العسكرية أو مجمع صناعي عسكري قوي يصل إلى «إنشاء أسواق تخضع لضمان الدولة لإنتاج النفايات التكنولوجية العالية (التسلح).»
آليات خلق الطلب الاصطناعي يمكن أن تتضمن وسائل الإعلام والإعلان، التي يمكن أن تخلق طلبًا على سلع أو خدمات أو سياسات أو برامج وغيرها من الكيانات.
ويمكن رؤية مثال آخر على الطلب الاصطناعي في البريد غير المرغوب فيه الخاص بأسهم البنس بعد شراء عدد كبير من الأسهم ذات القيمة المنخفضة للغاية، تحاول الجهة المرسلة لرسائل البريد الإلكتروني غير المرغوب فيه خلق طلب اصطناعي من خلال تنفيذ إستراتيجية التسويق غير التقليدي القائمة على إرسال البريد غير المرغوب فيه.